# Acomys cineraceus
Acomys cineraceus (Голчаста миша сіра; Heuglin, 1877) — вид мишей родини Мишеві (Muridae).

## Історія вивчення
Вперше вид був описаний Теодором Хейгліном в 1877 році в центрі північного Судану. Пізніше вид описувався різними науковцями і отримав багато інших назв, які на сьогодні є його синонімами:
- A. cinerascens Heuglin, 1877
- A. witherbyi De Winton, 1901
- A. hystrella Heller, 1911
- A. johannis Thomas, 1912
- A. hawashensis Frick, 1914
- A. intermedius Wettstein, 1916
- A. lowei Setzer, 1956

## Поширення
Населяє центральну частину Судану, Південний Судан, північну Уганду, центральну та південну Ефіопію, Джибуті (Pearch et al., 2001).

## Опис
Проживає в норах у вологій та сухій саванні, нагір'ях, сільськогосподарських полях та садах.